# Mahmud Jalawacz
Mahmud Jalawacz - bogaty kupiec chorezmijski tureckiego pochodzenia, ojciec Masuda. Dzięki jego zdradzie Mongołowie mieli ułatwione zadanie podczas podboju Imperium Chorezmijskiego- wynagrodzony namiestnictwem Pekinu. Jego zdrada miała prawdopodobnie podłoże ekonomiczne (zniesienie granic). Jest prawdą, że w swoim imperium Mongołowie sprzyjali wolnemu handlowi.